# Agyagszínű verébsármány
Az agyagszínű verébsármány (Spizella pallida) a madarak osztályának verébalakúak (Passeriformes) rendjébe és a verébsármányfélék (Passerellidae) családjába tartozó faj.

## Rendszerezése
A fajt William John Swainson angol ornitológus írta le 1832-ben, az Emberiza nembe Emberiza pallida néven.

## Előfordulása
Kanada déli és az Amerikai Egyesült Államok északi területein fészkel, telelni délre vonul, eljut Közép-Amerika területére is. Természetes élőhelyei a mérsékelt övi erdők, gyepek és cserjések, lápok, mocsarak, folyók és patakok környéke. Vonuló faj.

## Megjelenése
Testhossza 14 centiméter, testtömege 12-15 gramm.

## Életmódja
Elsősorban magvakkal táplálkozik, de nyáron rovarokat is fogyaszt.

## Szaporodása
Fészkelési időszaka júniustól júliusig tart.
|  |

## Természetvédelmi helyzete
Az elterjedési területe rendkívül nagy, egyedszáma még nagy, de kicsit csökken. A Természetvédelmi Világszövetség Vörös listáján nem fenyegetett fajként szerepel.